# Tsiu Monne
Tsiu Monne (* 22. Juni 1962) ist ein ehemaliger lesothischer Boxer.
Er trat bei den Olympischen Sommerspielen 1984 in Los Angeles an. Im Wettbewerb Mittelgewicht kam er auf Platz 9.